# IHG Hotels & Resorts
Pour les articles homonymes, voir IHG.
IHG (InterContinental Hotels Group) Hotels & Resorts est un groupe hôtelier multinational basé au Royaume-Uni dont les opérations comprennent plusieurs marques hôtelières. 
Le groupe gère 6 430 hôtels (juin 2024) répartis entre ses marques Holiday Inn Express (3 190), Holiday Inn (1 234), Crowne Plaza (407), Candlewood Suites (384), Staybridge Suites (330), InterContinental (224), Hotel Indigo (158), Kimpton (75), Avid Hotels (73), voco (71), Six Senses (27), Even Hotels (31), Hualuxe (20), Regent (10), Vignette Collection (12), Iberostar Beachfront Resorts (50) et autres sous enseignes Garner, Atwell Suites, ou sans marque propre.
IHG est coté à la Bourse de Londres. Son siège est à Windsor.

## Histoire
IHG est créé le 15 avril 2003 à la suite de la scission de l'entreprise de tourisme Six Continents dans deux nouveaux groupes comprenant d'un côté les secteurs de l'hôtellerie et des boissons gazeuses (IHG), et de l'autre le secteur de la restauration (Mitchells & Butlers). Six Continents détenait auparavant les marques hôtelières Crowne Plaza, Holiday Inn et InterContinental, cette dernière est formée en 1946 en tant que filiale de la compagnie aérienne Pan American World Airways.
Jusqu'en 2005, IHG a également détenu dans son portefeuille de sociétés l'entreprise britannique de boissons non-alcoolisées Britvic. 
En décembre 2016, le groupe IHG se classait troisième groupe hôtelier mondial en nombre de chambres, avec un portefeuille de 5 035 établissements totalisant près de 744 368 chambres.
En juillet 2015, IHG vend InterContinental Hong Kong, un de ses hôtels les plus importants, pour 938 millions de dollars à un groupe d'investisseurs.
En février 2019, IHG annonce l'acquisition de Six Senses Hotels pour 300 millions de dollars.
D'après le rapport annuel de la société pour 2019, le groupe opère 883 563 chambres au monde, dont près de 60 % dans le continent américain, 25 % en Europe, Moyen-Orient, Asie et Afrique, et le 15 % restant en Chine.

## Principaux actionnaires
Au 5 décembre 2019:
| Cedar Rock Capital                               | 8,20% |
| Boron Investments                                | 6,29% |
| Fiera Capital Corp. (Investment Management)      | 6,06% |
| Fidelity Management & Research                   | 5,63% |
| Fundsmith                                        | 5,62% |
| BlackRock Investment Management                  | 2,69% |
| Capital Research & Management (Global Investors) | 2,55% |
| NNIP Advisors                                    | 2,30% |
| Artisan Partners                                 | 2,23% |
| Legal & General Investment Management            | 2,06% |

## Hôtels appartenant à IHG Hotels & Resorts
IHG est une firme contrôlant différentes marques d'hôtels :
- InterContinental
- Hualuxe
- Crowne Plaza
- Hotel Indigo
- Kimpton Hotels
- Even Hotels
- Holiday Inn
- Holiday Inn Express
- Holiday Inn Resort
- Holiday Inn Club Vacations
- Staybridge Suites
- Candlewood Suites
- Six Senses Hotels
- Regent Hotels
- Voco
- Vignette Collection
- Avid Hotels
- Atwell Suites[11]

## Communication

### Activité de lobbying

#### Auprès des institutions de l'Union européenne
InterContinental Hotels Group est inscrit depuis 2015 au registre de transparence des représentants d'intérêts auprès de la Commission européenne. Il déclare en 2016 pour cette activité des dépenses d'un montant de 100 000 euros.

#### Aux États-Unis
Selon le Center for Responsive Politics, les dépenses de lobbying d'InterContinental Hotels Group aux États-Unis s'élèvent en 2016 à 200 000 dollars.

## Ressources humaines
Le recours à une société de sous-traitance pour le nettoyage, et les conditions de travail en vigueur dans cette entreprise sont dénoncés par octobre 2017 une grève d'un mois à l’hôtel Holiday Inn de Clichy-la-Garenne.